# Майборода, Виталий Викторович
Виталий Викторович Майборода (1981—2013) — подполковник ФСБ, Герой Российской Федерации (2013).

## Биография
Родился 12 июня 1981 года. В 1998 году он окончил Удельнинскую гимназию в Раменском районе Московской области.
Служил в Центре специального назначения ФСБ России. Многократно командировался на Северный Кавказ, участвовал в борьбе с бандформированиями и террористическими группами. 20 марта 2013 года во время очередной специальной операции в пригороде Махачкалы — посёлке Семендер, принял на себя огонь террористов, ценой своей жизни сохранив жизни своих товарищей. Похоронен на Николо-Архангельском кладбище Москвы.
Указом Президента Российской Федерации в 2013 году за «мужество и героизм, проявленные при выполнении специального задания» подполковник Майборода В.В. посмертно был удостоен высокого звания Героя Российской Федерации. Также был награждён орденами «За заслуги перед Отечеством» 4-й степени с мечами, Мужества, «За военные заслуги», рядом медалей.

Могила Майбороды на Николо-Архангельском кладбище Москвы.

## Память
- 10 ноября 2015 года почтой России была выпущена почтовая марка из серии «Герой Российской Федерации» с изображением В. В. Майбороды. К выпуску марки также были подготовлены конверты первого дня и штемпели специального гашения для Москвы, Санкт-Петербурга и Волжска.